# Ekkehard I. (Meißen)
Ekkehard I. (* ca. 960; † 30. April 1002 in der Pfalz Pöhlde) aus dem Adelsgeschlecht der Ekkehardiner war ab 985 Markgraf von Meißen und Herzog von Thüringen.

## Leben

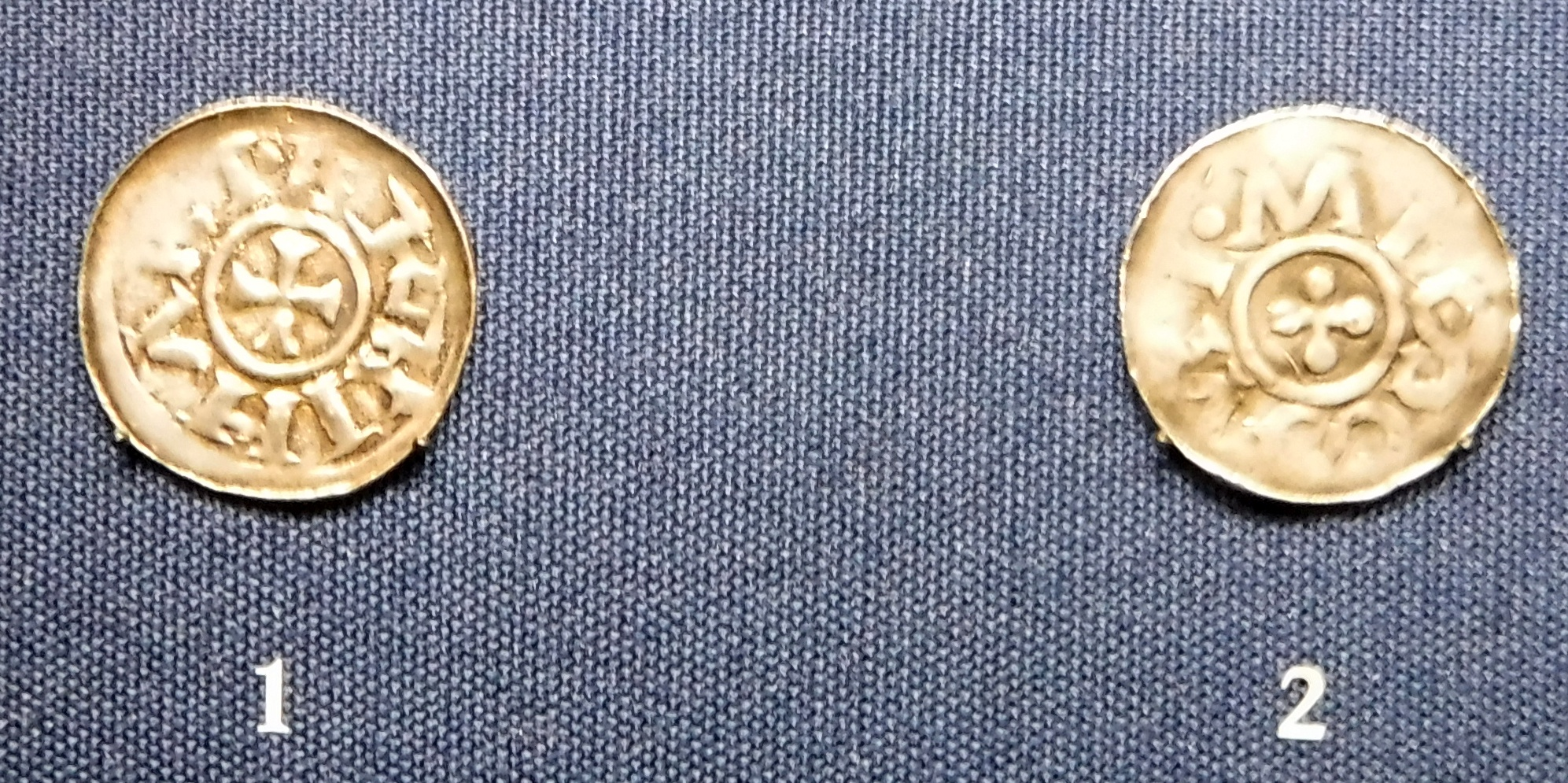
Denare, unter Ekkehard I. geprägt. Zu sehen ist je ein Kreuz als Münzbild und die Worte EKKIHART und MISNI in den Umschriften

Ekkehard, Sohn des Grafen Gunther von Merseburg, wurde 985 von Theophanu, Regentin und Mutter König Ottos III., als Markgraf von Meißen eingesetzt, nachdem Herzog Boleslav II. von Böhmen die 984 erfolgte Besetzung der Burg Meißen hatte aufgeben müssen.
990 geriet er auf einer Verhandlungsreise, die einen Frieden zwischen Polen und Böhmen herbeiführen sollte, in lutizische Gefangenschaft, wurde allerdings auf Vermittlung Boleslaws bald wieder freigelassen.
In den Folgejahren schloss Ekkehard ein enges Bündnis mit dem polnischen Herzog Boleslaw I. und wurde zum Herzog von Thüringen ernannt.
Ekkehard gehörte zu den einflussreichen Männern in der Umgebung Kaiser Ottos III. und wurde auf dessen Italienzügen zu einem unentbehrlichen Heerführer. Der Ekkehardiner, den Thietmar von Merseburg in seiner Chronik „die Zierde des Reiches“ nannte, war sich seiner Macht und Herkunft durchaus bewusst. So trat er nach dem Tode Ottos III., der im Januar 1002 auf der nördlich von Rom gelegenen Burg Paterno gestorben war, bei der Königswahl von 1002 in den Kampf um die Krone ein. Dies wurde möglich, da Otto kinderlos geblieben und die Nachfolge damit nicht geregelt war. Allerdings gab es neben Ekkehard mit Heinrich von Bayern und Hermann von Schwaben zwei weitere ernstzunehmende Bewerber um die deutsche Königskrone. Besonders Heinrich versuchte eine schnelle Entscheidung herbeizuführen: Als der Trauerzug mit Ottos Leichnam – die Beisetzung sollte im Kaiserdom zu Aachen erfolgen – die Alpen überquerte, hielt Heinrich ihn in Bayern auf und brachte die mitgeführten kaiserlichen Insignien in seinen Besitz. Der gewünschte Erfolg blieb jedoch zunächst aus; mit Ausnahme des Augsburger Bischofs Siegfried, der zugleich Fürstbischof des Hochstiftes Augsburg war, wichen alle anderen Fürsten einer direkten Parteinahme aus.
Auch die erste Zusammenkunft der Fürsten in Frohse brachte kein Ergebnis, obwohl Markgraf Ekkehard inzwischen versucht hatte, die sächsischen Fürsten für seine Thronkandidatur zu gewinnen. Erst die Wahl in der Pfalz Werla brachte die Entscheidung zu Gunsten Heinrichs. Offensichtlich jedoch gab Ekkehard seine Ansprüche nicht auf; er zog in den Westen des Reiches, wo er neue Verbündete zu finden hoffte.
Am 30. April 1002 wurde Ekkehard in der Pfalz Pöhlde am Harz durch Siegfried und Bernhard von Northeim sowie Heinrich und Udo von Katlenburg aus persönlichen und politischen Gründen überfallen, mit einer Lanze aufgespießt, enthauptet und der Leichnam gefleddert. Er wurde dem Annalista Saxo zufolge „in seiner Burg namens Gene im Bistum Mainz an der Stelle, wo Saale und Unstrut zusammenfließen, begraben“. Bei der Verlegung des Hausklosters der Ekkehardiner nach Naumburg dürfte sein Leichnam dorthin überführt worden sein.

## Ehe und Nachkommen
Ekkehard war mit Suanhilde, einer Tochter des sächsischen Markgrafen Hermann Billung verheiratet; das Paar hatte sieben Kinder:
- Liutgard, († 1012)

⚭ Werner von Walbeck (* um 980/85; † 11. November 1014) Graf von Walbeck, 1003–1009 Markgraf der Nordmark
- Hermann I. von Meißen, († 1038), 1007 Graf in Bautzen, 1009 Markgraf von Meißen, 1028 Graf im Hassegau und im Gau Chutizi

⚭ Reglindis, (* 989; † 1016), Tochter des polnischen Herzogs und Königs Boleslaw I. Chrobry
- Ekkehard II. von Meißen, (* um 985; † 24. Januar 1046), Graf im Gau Chutizi und im Burgward Teuchern, 1032 Markgraf der Lausitz

⚭ Uta von Ballenstedt, Schwester des Esico von Ballenstedt, Graf im Schwabengau aus dem Geschlecht der Askanier
- Gunther von Meißen († 1025), vor 1001 königlicher Hofkaplan, 1009–1023 königlicher Kanzler, 1024–1025 Erzbischof von Salzburg

- Eilward († 1023), königlicher Hofkaplan, 1016–1023 Bischof von Meißen

- Mathilde

⚭ Dietrich I., (* um 990; † 19. November 1034), 1017 Graf in Eilenburg, 1021 Graf im Hassegau, Markgraf der Lausitz
- Oda (* vor 1003; † nach 1025)

⚭ 3. Februar 1018 Bolesław I. Chrobry aus der Herrscherfamilie der Piasten